# Tawee Boonyaket
Tawee Boonyaket  (Thai: : ทวี บุณยเกตุ) (Bangkok, 10 november 1904 – aldaar, 3 november 1971) was een Thais bestuurder, minister, parlementslid en premier van Thailand. 

## Leven en werk
Boonyaket werd in 1904 in Bangkok geboren als zoon van Thanom Boonyaket (Phraya Ronachaicharnyudh) en van Khunying Ronachaicharnyudh. Hij heeft zijn basisopleiding genoten aan de Benjamarachutit-school, aan de Suankularb Vidhayalai-school en aan de Rajavidhalai-school. Daarna studeerde hij aan de King College in Engeland en agricultuur aan de Greenyon Universiteit in Frankrijk.
Teruggekeerd in Thailand begon Boonyaket zijn carrière bij het ministerie van landbouw. Op 24 juni 1932 werd Boonyaket lid van de Khana Ratsadon (Volkspartij). Hij was secretaris-generaal in de regering van veldmaarschalk Plaek Pibul Songkram en onderwijsminister in de regering van majoor Khuang Abhaiwongse. Hij werd gekozen tot premier na het aftreden van majoor Khuang Abhaiwongse op 31 augustus 1945 vanwege het eind van de Tweede Wereldoorlog. Boonyaket was slechts 17 dagen premier. Vervolgens werd hij nog benoemd tot voorzitter van het comité dat de nieuwe constitutie zou schrijven onder de regering van veldmaarschalk Sarit Dhanarajata. 
Boonyaket was getrouwd met Khunying Amphasri Boonyaket. Hij overleed op 66-jarige leeftijd op 3 november 1971 te Bangkok. 